# Porta della Suprema Armonia

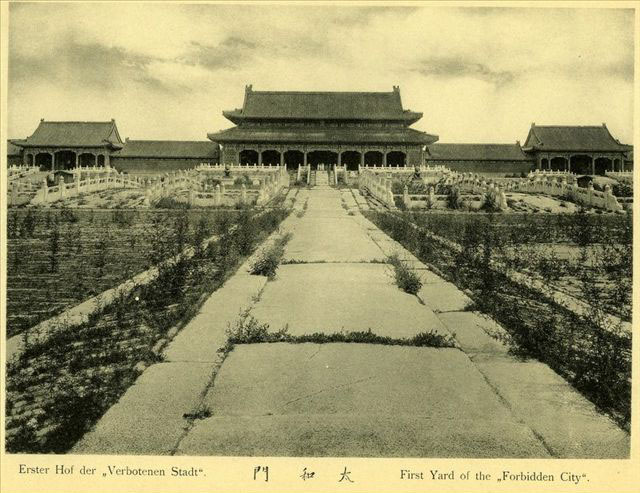
La Porta della Suprema Armonia - Fotografia 1900.

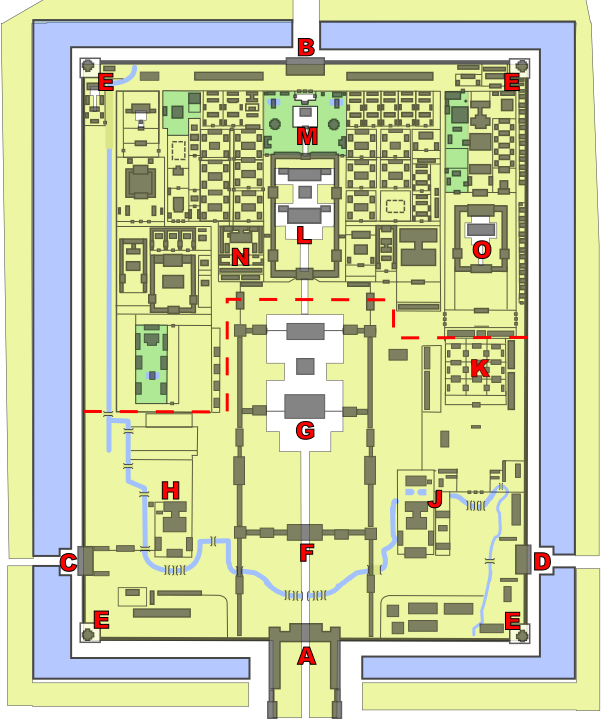
Pianta della Città Proibita. Le etichette in rosso sono utilizzate come riferimenti per il testo.
----
- – - La linea divide approssimativamente la corte interna (nord) con l'esterna (sud).
----
A. Porta Meridiana
B. Porta della Divina Potenza
C. Porta Gloriosa dell'Ovest
D. Porta Gloriosa dell'Est
E. Torri angolari
F. Porta della Suprema Armonia
G. Palazzo della Suprema Armonia
H. Palazzo dell'Eminenza Militare
J. Palazzo della Gloria Letteraria
K. I tre luoghi del sud
L. Palazzo della Purezza Celeste
M. Giardino Imperiale
N. Palazzo dell'Educazione Mentale
O. Palazzo della Tranquilla Longevità

La Porta della Suprema Armonia (太和門T, 太和门S, TàihéménP) (Manciù : ᠠᠮᠪᠠᡥᡡᠸᠠᠯᡳᠶᠠᠮᠪᡠᡵᡝᡩᡠᡴᠠ; Möllendorff: amba hūwaliyambure duka) è una delle porte interne della Città Proibita di Pechino (Cina). Procedendo da sud a nord, è la seconda porta del complesso palaziale dopo la Porta Meridiana ed è collocata nel c.d. "Cortile Esterno".

## Storia
La Porta della Suprema Armonia (F) fu costruito durante la dinastia Ming e chiamata Fengtianmen (奉天 門). In seguito alla conquista della Cina da parte dei Manciù, alla porta vennero dati i suoi attuali nomi cinesi e Manciù. Fu distrutta da un incendio nel 1886 innescato da una delle lanterne del posto di guardia. La porta attuale risale alla ricostruzione dopo questo incendio, completata nel 1894.
Durante la dinastia Ming, l'Imperatore tenne sessioni di corte mattutine alla Porta della Suprema Armonia per discutere di affari di stato con i suoi ministri, anche se durante la maggior parte del Periodo Ming le sessioni di corte erano puramente cerimoniali, una dimostrazione della diligenza dell'Imperatore e dello status del primo ministro titolare. Sotto la dinastia Qing, l'Imperatore frequentava la corte molto più spesso e le sessioni di corte erano tenute presso la Porta della Purezza Celeste, molto più vicina agli alloggi imperiali. La Porta della Suprema Armonia veniva usata occasionalmente per banchetti e altre cerimonie.

## Descrizione
La Porta della Suprema Armonia ha una profondità di tre campate ed una larghezza di sette, coprendo una superficie totale di 1371,4 metri quadrati. È fiancheggiato da due porte minori, la Porta di Zhendu a ovest e la Porta di Zhaode a est. La Porta della Suprema Armonia e la Porta Meridiana (A) delimitano da sud a nord una grande piazza che è divisa da una via navigabile a serpentina, il "Fiume dell'Acqua Dorata", solcato da cinque ponti. Sul lato nord (interno) della porta si trova la Piazza della Suprema Armonia su cui affaccia il Palazzo della Suprema Armonia (G), il centro cerimoniale della Città Proibita.
Intorno alle scalinate della porta sono disposti numerosi bruciatori di incenso. La scala centrale era riservata esclusivamente all'imperatore e ai suoi immediati assistenti, così come l'ingresso centrale della Porta Meridiana.
Come le altre porte della Città Proibita, la Porta della Suprema Armonia è decorata con nove file di chiodi d'oro.